# Aristolochia nauseifolia
Aristolochia nauseifolia är en piprankeväxtart som beskrevs av Michael J. Parsons. Aristolochia nauseifolia ingår i släktet piprankor, och familjen piprankeväxter. Inga underarter finns listade i Catalogue of Life.